# Phrynocephalus helioscopus
Espèce
Synonymes
- Lacerta helioscopa Pallas, 1771
- Lacerta uralensis Gmelin, 1789
- Phrynocephalus nigricans Eichwald, 1831
- Phrynocephalus varius Eichwald, 1831
- Phrynocephalus helioscopus var. cameranoi Bedriaga, 1907
- Phrynocephalus helioscopus saposhnikovi Kashtchenko, 1909
- Phrynocephalus helioscopus orientalis Bedriaga 1912

Statut de conservation UICN

 LC  : Préoccupation mineure
Phrynocephalus helioscopus est une espèce de sauriens de la famille des Agamidae.

## Répartition
Cette espèce se rencontre :
- en Turquie ;
- en Arménie ;
- en Russie dans les oblasts d'Astrakhan et de Volgograd ;
- au Kazakhstan ;
- en Ouzbékistan ;
- en Kirghizistan ;
- au Tadjikistan ;
- au Turkménistan ;
- en Iran ;
- en Mongolie ;
- en république populaire de Chine au Xinjiang.

## Liste des sous-espèces
Selon The Reptile Database (13 mai 2012) :
- Phrynocephalus helioscopus helioscopus Pallas, 1771
- Phrynocephalus helioscopus saidalievi Sattorov (d), 1981
- Phrynocephalus helioscopus varius Eichwald, 1831

## Publications originales
- Eichwald, 1831 : Zoologia specialis, quam expositis animalibus tum vivis, tum fossilibus potissimuni rossiae in universum, et poloniae in specie, in usum lectionum publicarum in Universitate Caesarea Vilnensi. Zawadski, Vilnae, vol. 3, p. 1-404 (texte intégral).
- Pallas, 1771 : Reise durch verschiedene Provinzen des Russischen Reichs. St. Pétersbourg: Gedruckt bey der Kayserlichen Academie der Wissenschaften, vol. 1, p. 1-504.
- Sattorov, 1981 : Phrynocephalus helioscopus saidalievi ssp. n. (Sauria, Reptilia) - a new subspecies of Ph. helioscopus from the Ferghana Valley. Vestnik Zoologii, vol. 1981, no 1, p. 73-75.